# Claveyson
 Claveyson  là một xã thuộc tỉnh Drôme trong vùng Auvergne-Rhône-Alpes đông nam nước Pháp. Xã Claveyson nằm ở khu vực có độ cao trung bình 104 mét trên mực nước biển.